# Xã Leyden, Quận Cook, Illinois
Xã Leyden (tiếng Anh: Leyden Township) là một xã thuộc quận Cook, tiểu bang Illinois, Hoa Kỳ. Năm 2010, dân số của xã này là 92.890 người.